# El Mamey
El Mamey es una localidad que se encuentra ubicada en el municipio San Juan de los Remedios, Provincia de Villa Clara (Cuba).

## Ubicación
Está ubicada en los 79,41 grados de Longitud Oeste y en los 22,32 grados de Latitud Norte, posición geográfica que la ubica al este de Santa Clara, la cabecera provincial.